# Ямпільська міська територіальна громада
Ямпільська міська територіальна громада — територіальна громада в Україні, у Могилів-Подільському районі Вінницької області. Адміністративний центр — місто Ямпіль.
19 липня 2020 року, в результаті адміністративно-територіальної реформи та ліквідації Ямпільського району, громада увійшло до складу Могилів-Подільського району.
Площа громади — 787,48 км², населення — 37 816 мешканців (2020).

## Населені пункти
У складі громади 1 місто (Ямпіль) і 37 сіл:
- Безводне
- Біла
- Буша
- Велика Кісниця
- Гальжбіївка
- Гонорівка
- Держанка
- Дзиґівка
- Дзюброве
- Добрянка
- Довжок
- Дорошівка
- Іванків
- Качківка
- Клембівка
- Лаврівка
- Миронівка
- Михайлівка
- Нечуївка
- Оксанівка
- Петрашівка
- Писарівка
- Підлісівка
- Пороги
- Придністрянське
- Прилужне
- Ратуш
- Регляшинці
- Русава
- Северинівка
- Слобода-Бушанська
- Слобода-Підлісівська
- Тростянець
- Улянівка
- Франківка
- Хмелівщина
- Цекинівка